# Aggregat 7

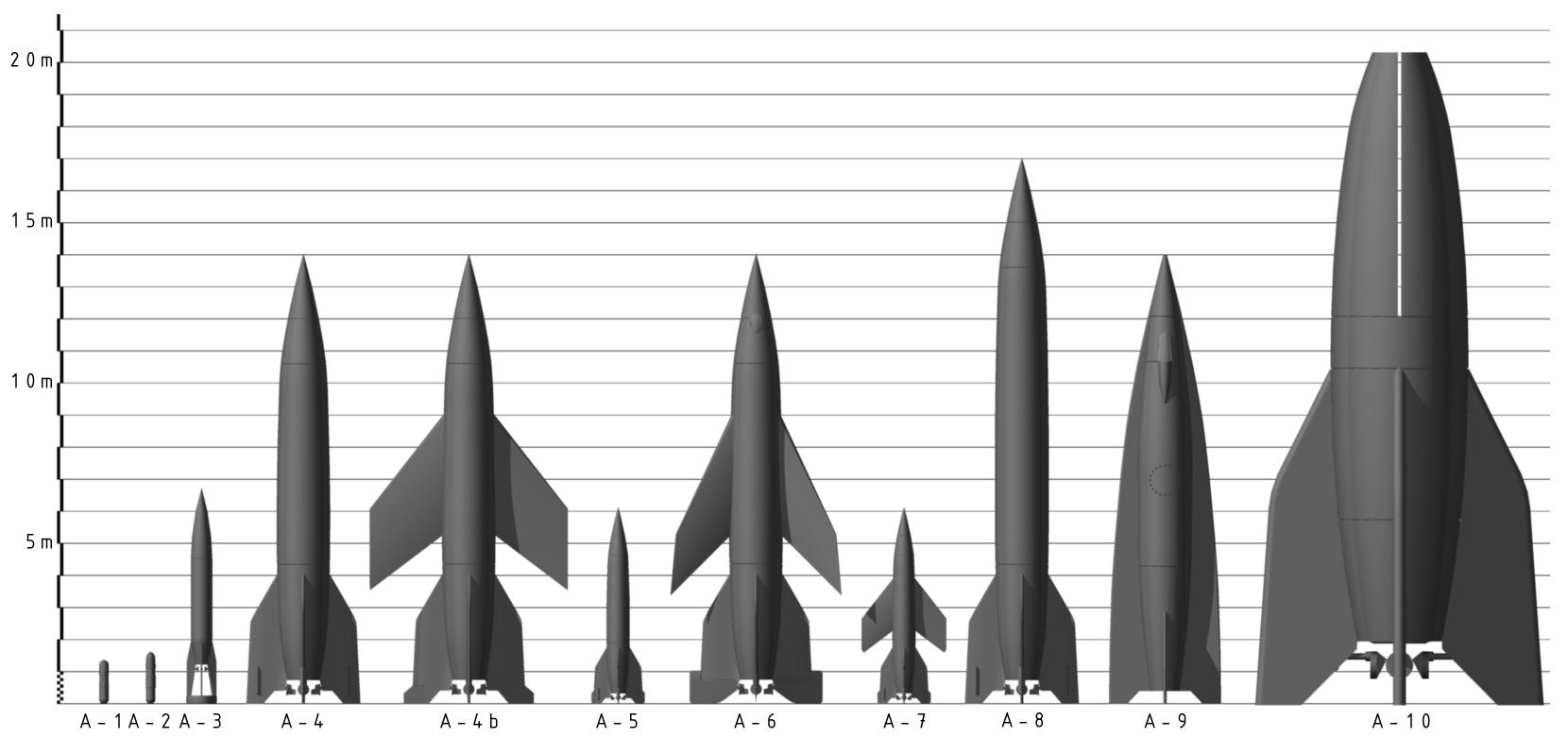
Größenvergleich

Das Aggregat 7 (kurz: A7) war eine zwischen 1940 und 1943 in der Heeresversuchsanstalt Peenemünde für die deutsche Kriegsmarine entwickelte, geflügelte Versuchsrakete, die als Vorstufe zur nicht mehr realisierten Aggregat-9-Rakete geplant war. Ihr Aufbau entsprach dem Aggregat 5, sie hatte aber größere Leitwerksflossen (1,621 m²), um im Gleitflug größere Reichweiten zu erzielen.
Lediglich zwei antriebslose Aggregat 7-Modelle wurden von Flugzeugen aus abgeworfen, um die Flugstabilität zu testen. Die fertige Rakete hätte einen Startschub von 15 kN erzeugen sollen und hätte eine Startmasse von 1.000 kg, einen Durchmesser von 0,38 m und eine Länge von 5,91 m gehabt.